# Kyselina hexafluorofosforečná
Kyselina hexafluorofosforečná je anorganická sloučenina se vzorcem H[PF6]. Jedná se o silnou Brønstedovu kyselinu, jejíž anion, hexafluorfosforečnanový anion (PF -
6 ) je nekoordinující anion. Připravuje se reakcí fluorovodíku s fluoridem fosforečným.
Podobně jako mnoho silných kyselin ji nelze izolovat a vyskytuje se pouze v roztoku. Exotermicky reaguje s vodou za vzniku hexafluorfosforečnanu oxonia (H3OPF6) a kyseliny fluorovodíkové. Její roztoky často obsahují produkty hydrolýzy vazeb P-F, například HPO2F2, H2PO2F a H3PO4 a jejich konjugované zásady.
Kyselina hexafluorfosforečná leptá sklo a při zahřátí se rozkládá za uvolnění HF. Krystalickou HPF6 lze získat jako hexahydrát, v němž jsou ionty PF -
6  uzavřeny v komolém oktaedru vytvořeném molekulami vody a protony. Pomocí NMR spektroskopie lze zjistit, že roztoky připravené z tohoto hexahydrátu obsahují významná množství HF.